# Mostra de Cinema Latino-Americano de Lérida

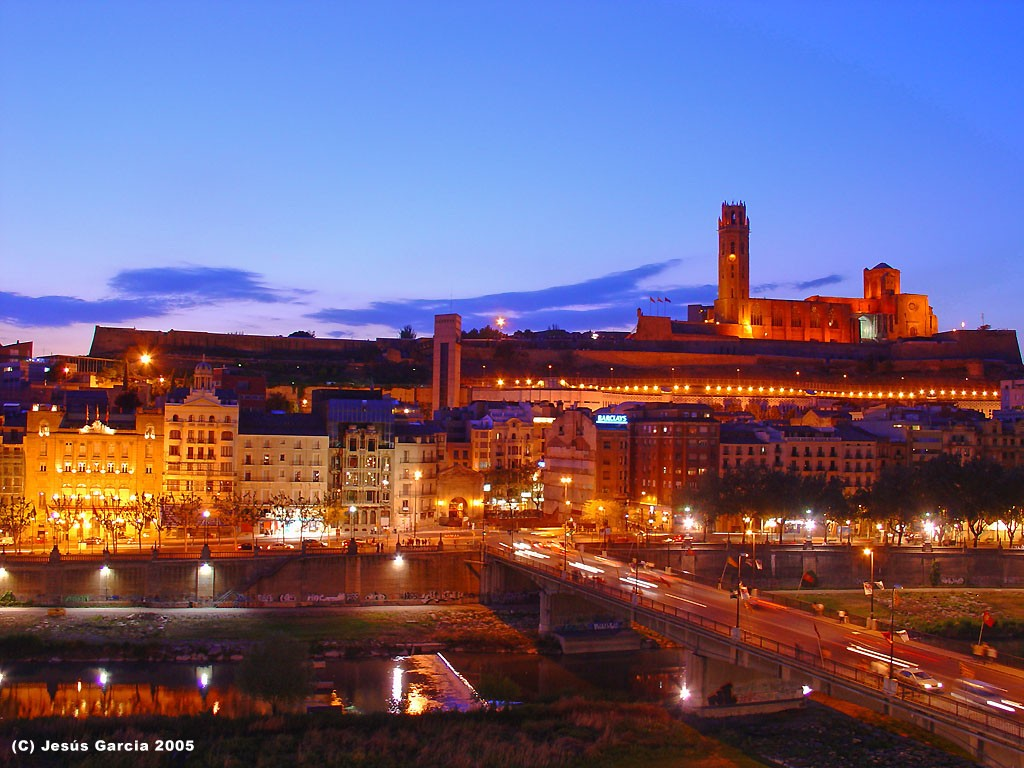
A Mostra de Cinema Latino-americano de Lérida se realiza anualmente desde 1995 na cidade de Lérida, na Cataluña, España.

A Mostra de Cinema Latino-americano de Lérida, "A Mostra" (em catalão Mostra de Cinema Llatinoamericà de Lleida) é um festival que se realiza anualmente en abril na cidade de Lérida, na Espanha, desde 1995, dedicado ao cinema latino-americano.

## Edição 2007 (13 Mostra)
Na Mostra 13 de 2007 resultou premiado como melhor filme A través de tus ojos (Argentina), de Rodrigo Furth.
Outros filmes premiados foram:
- Abrígate (Espanha-Argentina) de Ramón Costafreda: premio TVE e premio do público
- La Punta del Diablo (Argentina-Venezuela-Uruguai) de Marcelo Paván: melhor diretor
- Páginas del diário de Mauricio (Cuba-Espanha) de Manuel Pérez Paredes: melhor guión (Premio Casa América Catalunia)
- A través de tus ojos (Argentina): melhor actor (Pepe Soriano)
- Abrígate (Espanha-Argentina): melhor atriz (María Bouzas)
- Chile 672 (Argentina), de Pablo Bardauil e Franco Verdoia: melhor ópera prima
- Estamos por todos lados (México), de Sofía Pérez Suinaga: melhor curta-metragem
- Cavallo entre rejas (México-Espanha-Argentina), de Shula Eremberg, Laura Imperiale e María Inés Roqué: melhor documentário
- El niño que vio a Dios (España), curta-metragem de Ferran Massamunt: menção
- Lorca, el mar deja de moverse (Espanha), documental de Emilio Ruiz Barrachina: menção
- Temporada 92-93 (Espanha), de Alejandro Marzoa: premio novas propostas ("Grup Segre")